# Marcin Lintfari
Marcin Lintfari (zm. 1515) – duchowny rzymskokatolicki, pochodzenia niemieckiego. Pełnił funkcję kanonika wileńskiego, poznańskiego i leodyjskiego. 8 października 1492 mianowany ordynariuszem żmudzkim. Aktywnie uczestniczył w życiu politycznym Wielkiego Księstwa Litewskiego i rozwijał życie liturgiczne diecezji.
24 lipca 1499 roku podpisał w Wilnie akt odnawiający unię polsko-litewską.